# Luton Town MIGs
MIGs (Men In Gear) är en huliganfirma associerad med den engelska fotbollsklubben Luton Town. MIGs bildades ursprungligen på 1980-talet och drivs nu av Howard Glover Noah Walters Harry Walker Ben och Tom P.

## Bakgrund
MIGs bildades omkring 1982, och till skillnad från skinheadhuliganerna på 1970-talet klädde sig MIGs i designerkläder och sneakers (därav Men In Gear) och blev mycket organiserade. De har haft fejder med firmor från Watford och Queens Park Rangers.
Händelserna den 13 mars 1985 då Millwall besökte Kenilworth Road för att spela Luton Town i en kvartsfinal i FA-cupen, medan de inte anstods av MIGs hade en effekt på framtida matcher mellan de två klubbarna. Huliganismen började bland Millwalls fans, då de startade upplopp och invaderade planen. Matchen stoppades efter bara 14 minuters spel och domaren tog båda lagen av planen i 25 minuter. Då domaren blåste slutsignal invaderades planen igen. Över 700 sittplatser rycktes loss, och även de närliggande gatorna fylldes med våld. Det våld som följde resulterade i ett förbud mot bortafans från Luton Town, vilket i sin tur resulterade i Lutons utvisning ur Engelska ligacupen. Förbudet mot bortafans togs bort av Luton under säsongen 1990–1991.
En senare ökänd olycka involverade MIG och Hells Angels i slutet av 1980-talet, då MIG slog sönder puben George II bredvid en busshållplats i Luton som flitigt besöktes av Hells Angels. Händelsen inträffade strax efter att George ersatte Blockers som en av de viktigaste "alternativa" pubarna.

### Tommy Robinson
Den förre MIG medlemmen Tommy Robinson har skrivit två böcker om sina erfarenheter i firman: 
- MIG Crew, som handlar om MIGs-firman. Dess förord är av Storbritanniens mest ökända fånge, Charles Bronson.
- MIG Down, där han listar sina 25 år inom fotbollsvåldsvärlden.